# 日本医学物理学会
公益社団法人日本医学物理学会（にほんいがくぶつりがっかい、英文名 Japan Society of Medical Physics、略称JSMP) は、医学における物理学、工学、情報科学及びこれらに関係ある研究の連絡提携と促進をはかる目的で1953年に設立された日本学術会議登録団体。
会員総数は2,088名（2014年3月1日現在）。
事務局を東京都新宿区山吹町358-5に置いている。

## 活動
- 学術大会・専門別研究会の開催、機関誌の発行など[2]

## 機関誌等
- 機関誌『医学物理』（Japanese Journal of Medical Physics） 年4回発行
- 上部団体であるInternational Organization of Medical Physics （IOMP）の機関誌 『Medical Physics World』  年2回配布
- 日本放射線技術学会(JSRT)と合同の英語論文誌『Radiological Physics and Technology』 年2回発行

## 関連団体
- 医学物理士会
- 社団法人日本医学放射線学会(JRS)
- 社団法人日本放射線技術学会(JSRT)
- 日本画像医療システム工業会(JIRA)
- 有限責任中間法人日本ラジオロジー協会(JRC)
- IOMP (International Organization of Medical Physics)
- AFOMP (Asia-Oceania Federation of Organizations for Medical Physics)
- 放射線治療品質管理機構
- NPO放射線安全フォーラム
- IAEA（International Atomic Energy Agency ）
- IAEA RPoP（Radiation Protection of Patients）
- 医学物理士認定機構（JBMP）
- 日本放射線腫瘍学会（JASTRO）
- 医用原子力技術研究振興財団